# Замок Монфор (Дордонь)
Замок Монфор (фр. Château de Montfort) расположен на территории французской коммуны Витрак в департаменте Дордонь, возвышаясь на скальном обрыве над руслом реки Дордонь. Закрыт для свободного посещения.

## История
Замок упоминался ещё в 866 году под именем «Castrum de Monte Forti».
Замком владел Бернар де Казнак, сеньор де Айяк, де Кастельно и де Монфор, женатый на Аликс де Тюренн, известный своей жестокостью предводитель в период Альбигойского крестового похода. В 1214 году замок был захвачен Симоном де Монфором, однако уже в следующем году (1215) Бернар де Казнак снова овладел этим замком, а также замком Кастельно. В 1216 году замок Монфор был осаждён, захвачен и разрушен войсками архиепископа Бордо.
Феод Монфор, вместе с феодом Айяк, был передан в ленное владение Раймону IV, виконту Тюренн, который восстановил разрушенный замок.
В 1251 году произошёл раздел владений виконтов Тюренн между Раймоном VI и Эли де Тюренн (фр. Hélis de Turenne), дочерью Раймона IV, вышедшей замуж за Эли де Рюделя (фр. Hélie de Rudel), сеньора Бержерака, Блая и Жансака по которому около девяти фьефов перешли во владение семьи Рюдель.
Владения Эли де Тюренн и Эли де Рюдель унаследовала их единственная дочь, Маргарита де Рюдель (фр. Marguerite de Rudelle), также де Тюренн. Она вышла замуж за Рено III, сира де Понс (фр. Pons). Владения супругов были разделены между тремя их детьми.
Жоффруа V де Понс, сын Рено III де Понса и Маргариты де Рюдель де Тюренн, дамы де Бержерак, взял в жёны Изабеллу де Карла. Его мать в своём завещании 1289 года назвала его наследником замков и шатлений Риберак, Эпелюша, Монфор, Айяк, Карлю, Ларш, Крейссе, Мартел, Монс, а также всех своих прав на виконтство Тюренн, доставшихся ей по разделу 1251 года. Являясь сеньором шатлений Монфор и Айяк, он имел право разрешать важнейшие судебные дела и выносить смертные приговоры на территории шести приходов. В 1309 году король Франции отнял у Жоффруа V право высшего правосудия и по постановлению суда замок Монфор следовало разрушить и сжечь.

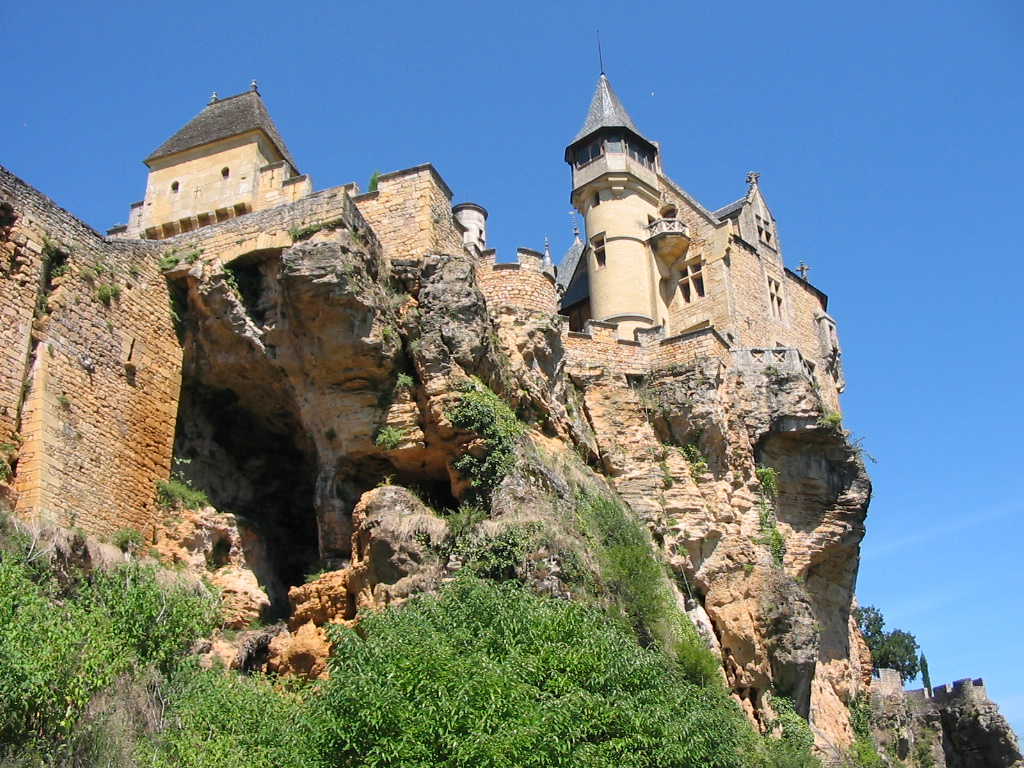
Вид на замок с реки Дордонь

В годы Столетней войны замок успешно сопротивлялся осадам в 1404 и в 1409 годах. Но в 1441 году гарнизон покинул замок Монфор.
Жак I де Понс (1413—1473), сын Рено VI де Понс и Маргариты де Ла-Тремуйль, дочери Ги VI де Ла-Тремуйль, сир де Понс, виконт де Тюренн, сеньор де Риберак, де Монфор, де Монлюк, острова Олерон, де Маренн, титулованный кузен короля, камергер будущего короля Людовика XI был обвинён в оскорблении величества постановлением парижского парламента от 28 июня 1449 года. Он утратил свои ленные владения Айяк, Монфор и Карлю, которые передали великому сенешалю Пьеру де Брезе. Сам Жак де Понс был вынужден спасаться бегством в Испанию. В 1461 году, когда Людовик XI взошёл на трон, обвинения признали ошибочными, а Людовик XI пожаловал ему королевскую грамоту о помиловании. Жак де Понс умер в 1472 или 1473 году, не успев восстановить владение всеми своими вотчинами.
Пьер де Брезе был убит в битве при Монлери 16 июля 1465 года. Все его титулы наследовал старший сын Жак де Брезе. Он заколол свою супругу Шарлотту де Валуа, 31 мая 1477 года, обнаружив её в объятиях конюшего. 24 ноября того же года его арестовали и поместили в Консьержери. Оттуда его похитили по приказу короля Людовика XI и содержали под охраной в Вернонском замке вплоть до приговора суда 22 сентября 1481 года, по которому тот обязывался выплатить 100 000 экю золотом. Отказавшись выплачивать взыскание он снова попал в заточение, на этот раз в замок Рошкурбон. Теперь для своего освобождения от него требовали уступить королю все свои владения, что и было сделано по контракту, подписанному в Туре 06 октября 1481 года. В числе уступленных владений были его вотчины в Перигоре, Монфор, Карлю, Айяк, зависимые от тюреннского виконтства. Король переуступил эти владения, полученные от Жака де Брезе, его сыну Луи де Брезе, ставшему последним великим сенешалем Нормандии. После смерти Людовика XI его сын, король Карл VIII, в августе 1486 года пожаловал Жаку де Брезе, убившему свою супругу, королевскую грамоту о помиловании.
В 1486 году сеньор Риберака Ги де Понс (1431—1510), сын Жака I де Понс, был восстановлен во владении землями Монфора, Карлю и Айяка. Затем сеньория перешла во владение Франсуа II де Понс, сына Франсуа I де Понс и внука Ги де Понс.

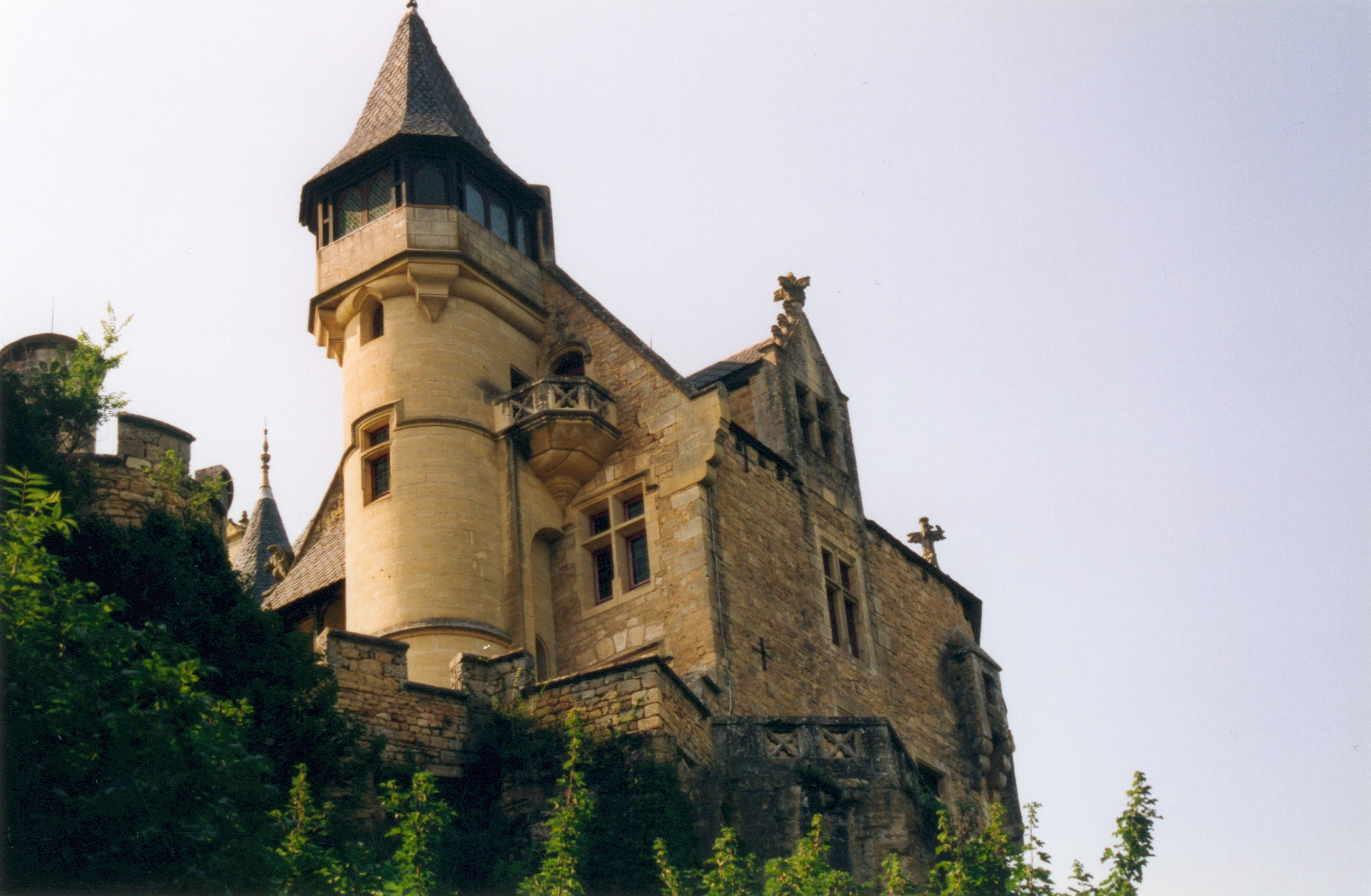
Различные элементы конструкции

22 февраля 1574 года, через три дня после захвата Сарла, гугеноты, возглавляемые Жоффруа де Виваном, заняли замок Монфор. Сеньором Монфора тогда был Антуан де Понс (1510—1586), сир де Понс, граф Маренна, барон Олерона, сеньор Руайяна, Морнака, Блайе, Карлю, титулованный кузен короля, королевский советник, сын Франсуа II де Понс, женатый на Мари Моншеню. Он сражался за короля. В 1586 году жители Сарла потребовали от армии герцога Майеннского уничтожить замок Монфор. На рекогносцировку местности был отправлен Франсуа де Казийак (фр. François de Cazillac), барон де Сессак. В конце концов наступление на замок так и не состоялось.
В период между 1214 и 1606 годами замок разрушали и восстанавливали пять раз.
В 1606 году король Франции требовал разрушить замок, но этого не случилось.
В 1664 году замок купил Гастон-Жан-Батист, герцог де Роклор (фр. Roquelaure).
В начале XX века владелец шато Шабанн в Сорже распорядился разрушить две башни. Одну из этих башен восстановили в замке Монфор, пристроив к главному жилому корпусу. Несколько других элементов конструкции были перенесены сюда из Бетюнского монастыря, уничтоженного в годы Первой мировой войны.
В 1919 году замок перешёл в собственность Жана Гальмо, уроженца Монпазье, французского авантюриста, имевшего деловые проекты во французских колониях. Он продолжил восстановление замка.
Замок также находился в собственности саудовского предпринимателя Гайфа Фараона (фр. Ghaith Pharaon).